# Mad H. Giraud
Pour les articles homonymes, voir Giraud.
Mad H. Giraud, pseudonyme de Madeleine Gélinet, née le 13 août 1880 à Alger et morte le 18 juin 1961 à Paris, est une écrivaine et directrice d'hebdomadaire pour enfants française.

## Biographie
Elle est aussi connue sous les noms de Mad Giraud, Madeleine H. Giraud, Mad H.-Giraud, Tante Mad, Jacques Fabrice, Mme H. Giraud, etc.
Elle a été directrice de La Semaine de Suzette de 1927 à 1949.

## Œuvres
- Huit jours dans un grenier, Paris, Librairie Delagrave, 1930
- Suzette et le Bon Ton, Paris, Gautier-Languereau, 1933
- Dame Rose et Chevalier Bleu, 1937
- Histoire de Tim-le-Dégourdi et de Têtu-la-Bourrique, Paris, Gautier-Languereau, 1945
- Nuit, Paris, Gautier-Languereau, 1945
- Deux belles histoires : Dame Rose et chevalier Bleu. La Petite fée veut rester endormie, Paris, Gautier-Languereau, 1945
- Pour chasser l'ennemi !, Paris, Gautier-Languereau, 1946

### SérieSir Jerry
1. Sir Jerry détective, Paris, Gautier-Languereau, 1935
2. Les Étranges Vacances de sir Jerry, Paris, Gautier-Languereau, 1936
3. Sir Jerry et l’affreux Léonard, Paris, Gautier-Languereau, 1937
4. La Mystérieuse Disparition de Sir Jerry, Paris, Gautier-Languereau, 1938
5. L’Inévitable Sir Jerry, Paris, Gautier-Languereau, 1939
6. La Périlleuse Mission du capitaine Jerry, Paris, Gautier-Languereau, 1940
7. Jerry dans l’ombre, Paris, Gautier-Languereau, 1948
8. Sir Jerry et les Philippines, Paris, Gautier-Languereau, 1949

### Traductions
- Contes d’Andersen, Paris, Librairie Delagrave, 1930
- Les Filles du Dr March de Louisa May Alcott, Paris, Pré-aux-Clercs, 1945